# Saara asmussi
Saara asmussi is een hagedis uit de familie agamen (Agamidae). De soort is endemisch in Azië. De soortnaam asmussi is gegeven ter ere van de Baltisch-Duitse paleozoöloog Hermann Martin Asmuss. 
S. asmussi komt voor in Afghanistan, Zuid-Iran en Pakistan. De hagedis graaft een hol, waarin die schuilt. Als de soort wordt verstoord, slaat hij ter verdediging met zijn zware stekelige staart. S. asmussi eet bladeren, stengels en zaden van kruidachtige planten.
S. asmussi kan een snuit-tot-romplengte bereiken van 26 cm en een staartlengte van 21 cm.